# Brey

Brey (links) und Rhens am Rhein

Historische Karte der Region um Brey von Nikolaus Person, um 1689, gewestet.

Brey ist eine Ortsgemeinde im Landkreis Mayen-Koblenz in Rheinland-Pfalz. Sie gehört der Verbandsgemeinde Rhein-Mosel an.

## Geographie
Brey liegt in der Nähe von Koblenz am Rhein gegenüber von Braubach, wo sich die Marksburg befindet. Nachbarorte sind Spay (stromaufwärts) und die Stadt Rhens (abwärts). Zu Brey gehört der Ortsteil Siebenborn.

## Geschichte
Brey wurde schon in der Steinzeit besiedelt, wie verschiedene Bodenfunde, darunter Silexartefakte zeigen. Aus der Römerzeit stammt eine aufwendige unterirdische Wasserleitung in Qanatbauweise, was auf eine größere römische Präsenz schließen lässt. Tatsächlich ist in Ortsrandlage von Brey ein römisches Landgut (Villa rustica) nachgewiesen und an der Tauberbach wird der Standort eines römischen Kastells vermutet. Brey lag auf halber Strecke zwischen den Römerkastellen in Koblenz (Confluentes) und Boppard (Kastell Boppard), nahe einem weiteren Gutshof bei Spay. Es liegt nahe, dass hier eine Station zur Versorgung errichtet wurde, für die allerdings Nachweise fehlen.
Die erste urkundliche Erwähnung Breys (Bruone) stammt aus dem Jahr 821, als es zusammen mit Spay (Speyen) in einer Schenkungsurkunde auftaucht. Der Ort war im Besitz verschiedener Grundherren, darunter den Herren von Eppstein und dem Bischof von Worms, gehörte aber als Teil des Kirchspiels Niederspay verwaltungstechnisch zunächst zum Bopparder Reich, dessen Nordgrenze bei Brey verlief, und nach dessen Verpfändung an Erzbischof Balduin zum kurtrierischen Oberamt Boppard.
Wie die übrigen linksrheinischen Gebiete wurde Brey 1792 von französischen Revolutionstruppen besetzt und später Frankreich angegliedert. In dieser Zeit wurde es Teil der Mairie Rhens im Kanton Boppard. Nach dem Wiener Kongress 1815 wurde das Rheinland preußisch und Brey Teil der neuen Bürgermeisterei Boppard im Kreis Sankt Goar. Dort verblieb der Ort bis zur Verwaltungsreform 1969, als der Kreis St. Goar aufgelöst wurde und Brey zusammen mit Spay aus Boppard ausgegliedert wurde. Nachdem es zunächst direkt dem Landkreis Koblenz angeschlossen wurde, wurde es 1970 Teil der neuen Verbandsgemeinde Rhens im Kreis Mayen-Koblenz.
Seit Juni 2005 sind zahlreiche Sehenswürdigkeiten auf Breyer Gebiet im Rahmen der Wiedereröffnung des Kulturweges Brey-Spay-Jakobsberg mit Informationsplaketten versehen worden. Neben eisenzeitlichen Hügelgräbern wird auch die römische Wasserleitung eingebunden, die bereits im 19. Jahrhundert geortet, aber erst nach 1963 wissenschaftlich aufbereitet wurde.
Bevölkerungsentwicklung
Die Entwicklung der Einwohnerzahl von Brey, die Werte von 1871 bis 1987 beruhen auf Volkszählungen:
| Jahr | Einwohner |
| 1815 | 271       |
| 1835 | 376       |
| 1871 | 410       |
| 1905 | 569       |
| 1939 | 627       |
| 1950 | 810       |
| 1961 | 890       |

| Jahr | Einwohner |
| 1970 | 1.009     |
| 1987 | 1.245     |
| 1997 | 1.295     |
| 2005 | 1.605     |
| 2017 | 1.495     |
| 2022 | 1.494     |

## Politik

### Gemeinderat
Der Gemeinderat in Brey besteht aus 16 Ratsmitgliedern, die bei der Kommunalwahl am 9. Juni 2024 in einer personalisierten Verhältniswahl gewählt wurden, und dem ehrenamtlichen Ortsbürgermeister als Vorsitzendem.
Die Sitzverteilung im Gemeinderat:
| Wahl | SPD | CDU | Grüne | FWG | Gesamt   |
| ---- | --- | --- | ----- | --- | -------- |
| 2024 | 5   | 6   | 1     | 4   | 16 Sitze |
| 2019 | 7   | 3   | –     | 6   | 16 Sitze |
| 2014 | 7   | 3   | –     | 6   | 16 Sitze |
| 2009 | 4   | 3   | –     | 9   | 16 Sitze |
| 2004 | 4   | 4   | –     | 8   | 16 Sitze |

- FWG = Freie Wählergruppe Brey e. V.

### Ortsbürgermeister
Christian Schuth (CDU) wurde am 9. Juli 2024 Ortsbürgermeister von Brey. Bei der Direktwahl am 9. Juni 2024 war er gegen einen Kandidaten der SPD mit einem Stimmenanteil von 72,5 % gewählt worden.
Schuths Vorgänger Bernhard Hoffmann (SPD) hatte das Amt am 4. Oktober 2021 übernommen. Bei der Direktwahl am 26. September 2021 war er mit einem Stimmenanteil von 52,8 % gewählt worden. Zuvor waren Manfred Bier (erst SPD, später parteilos), der das Amt von 2019 bis zu seiner Amtsniederlegung aus gesundheitlichen Gründen zum 30. Juni 2021 ausübte, sowie Hans-Dieter Gassen (SPD) Ortsbürgermeister von Brey.

## Sehenswürdigkeiten
- Römische Wasserleitung
- Kirche St. Margaretha und St. Heinrich

Siehe auch: Liste der Kulturdenkmäler in Brey

## Regelmäßige Veranstaltungen
- Rhein in Flammen: Großfeuerwerke und Schiffskonvoi am 2. Samstag im August entlang Spay, Braubach mit der Marksburg, Brey, Rhens, Koblenz-Stolzenfels mit Schloss Stolzenfels, Lahnstein mit der Burg Lahneck und der Mündung der Lahn zum  Höhenfeuerwerk von der Festung Ehrenbreitstein in Koblenz

## Verkehr
Durch Brey verläuft die Linke Rheinstrecke. Nächstgelegener Bahnhof ist Rhens. Im ÖPNV verkehrt die VRM-Buslinie 670 Boppard – Spay – Rhens – Koblenz.

## Persönlichkeiten aus Brey
Johann Arnold Mathy (1755–1825), Theologe und Professor für Mathematik am Lyzeum in Mannheim.